# 하이바툴라 아훈드자다
물라 하이바툴라 아훈드자다(다리어: هبت‌الله آخندزاده, 파슈토어: ملا ھیبت الله اخوندزاده, 1961년~)는 아프가니스탄의 이슬람 학자로, 탈레반의 지도자이다.
2016년 드론 공격으로 사망한 아흐타르 만수르의 뒤를 이어 5월 25일 탈레반 지도자가 되었다.
코로나19 범유행중인 2020년 5월 29일 〈포린 폴리시〉는 익명의 탈레반 관계자를 인용해 아훈드자다가 코로나19에 감염되었으며 사망했을 가능성도 있다는 보도를 했지만, 6월 2일 탈레반의 대변인 자비훌라 무자히드가 트위터를 통해 이를 반박했다.